# Safaga
Safaga, også kendt som Bur Safaga (Bur – havn) er en by ved Egyptens kyst mod Rødehavet, 60 kilometer syd for Hurghada. 
Byen har nogen turistindustri, særlig indstillet på dykning. I 1993 blev verdensmesterskabet i windsurfing afholdt her.
26°45′06″N 33°56′04″Ø / 26.7517°N 33.9344°Ø